# ماني أباريسيو
ماني أباريسيو هو لاعب كرة قدم كندي في مركز الهجوم، ولد في 17 سبتمبر 1995 في بوينس آيرس في الأرجنتين. شارك مع منتخب كندا تحت 17 سنة لكرة القدم ومنتخب كندا تحت 20 سنة لكرة القدم ومنتخب كندا تحت 23 سنة لكرة القدم ومنتخب كندا لكرة القدم. أما مع النوادي، فقد لعب مع نادي تورونتو.

## وصلات خارجية
- ماني أباريسيو على موقع الدوري الأمريكي (الإنجليزية)
- ماني أباريسيو على موقع قاعدة بيانات كرة القدم.إي يو (الإنجليزية)
- ماني أباريسيو على موقع AS.com (الإسبانية)